# Nové Město nad Metují
Nové Město nad Metují (tjekkisk udtale: [ˈnovɛː ˈmɲɛsto ˈnad mɛtujiː]; tysk: Neustadt an der Mettau) er en by i Náchod-distriktet i Hradec Králové-regionen i Tjekkiet . Den har omkring 9.100 indbyggere. Den historiske bykerne er velbevaret og er beskyttet ved lov som et bymonumentreservat.

## Inddeling
Bydelen af Krčín og landsbyerne Spy og Vrchoviny er administrative dele af Nové Město nad Metují.

## Etymologi
Navnet betyder bogstaveligt talt 'ny by på Metuje'.

## Geografi
Nové Město nad Metují ligger omkring 7 km syd for Náchod og 25 km nordøst for Hradec Králové. Den ligger på grænsen mellem Orlicesletten og Orlickéforbjergene. Den gamle bydel og slottet ligger på et stenet forbjerg ved en bugt af floden Metuje, deraf navnet. Det højeste punkt på det kommunale område er en konturlinje på 450 meter over havets overflade.

## Historie
Den ældste beboede del af Nové Město nad Metují er Krčín. En gammel slavisk bosættelse lå på området Krčín i det 7. og 8. århundrede. Landsbyen Krčín blev sandsynligvis grundlagt i det 13. århundrede og først dokumenteret i første halvdel af det 14. århundrede. Efter at Nové Město nad Metují blev grundlagt, blev den en del af herregården Nové Město nad Metují.
Nové Město nad Metují blev grundlagt af Jan Černčický fra Kácov den 10. august 1501. Det blev ødelagt af brand i 1526. I 1527 blev herregården erhvervet af familien Pernštejn. I 1527–1548 blev de fleste af husene på pladsen derefter rekonstrueret i ensartet renæssance og sengotisk arkitektur, men den elementære grundplan blev bibeholdt. De forbundne gavle, såkaldte svalehaler, gav byen udseendet af den norditalienske renæssance. Slottet blev også genopbygget.
Fra 1548 til 1621 var herregården ejet af herrer af Stubenberk, som udvidede slottet. Albrecht von Wallenstein købte byen i 1623, hvorefter den overgik til Trčkas of Lípa. Efter mordet på Albrecht von Wallenstein og Adam Erdman Trčka i 1634, blev deres ejendomme konfiskeret, og herregården Nové Město nad Metují overgik til Walter Leslie, hovedinitiativtageren til attentatet.
Walter Leslie har genopbygget slottet i barokstil. Leslie-familien ejede herregården indtil 1802, hvor det sidste medlem af familien døde, og Nové Město nad Metují blev arvet af Dietrichstein-familien. Familien Dietrichstein ejede den indtil 1858.
Efter revolutionen og den administrative reform af det østrigske imperium i 1848 blev Nové Město nad Metují uafhængig af adelen. Fra 1849 til 1949 var Krčín en separat kommune.

## Økonomi
Nové Město nad Metují er en by med tradition inden for ingeniør-, trykkeri-, tekstil- og fødevareindustrien. Byen er kendt for urfremstilling under mærket Prim. De største arbejdsgivere i byen er Ammann Tjekkiet, producent af entreprenørmaskiner, og Hronovský sro, producent af bildele.

## Seværdigheder
Det vigtigste vartegn er slottet Nové Město nad Metují. Slottet blander renæssancestil og tidlig barokstil og er åbent for offentligheden. Det omfatter en slotshave med unikke træoverdækkede brostatuer af dværge af Matthias Braun og det 53 meter høje Máselnice-tårn med et tilgængeligt galleri i en højde på 25 meter.
Slottet danner en samlet arkitektonisk enhed med Husovo-pladsen. De mest markante monumenter er den hellige treenighedskirke fra 1519, den nordlige række af renæssancehuse eller brønden midt på pladsen fra 1500-tallet. Det historiske centrum er omgivet af bevarede bybefæstninger. Zázvorka vagttårn fungerer i dag som et galleri.
Uden for det historiske centrum ligger klosterkomplekset. De barmhjertige brødres kloster med Jomfru Marias fødselskirke og Loreta-kapellet blev grundlagt af Walter Leslie i 1692.  En anden bemærkelsesværdig bygning er Helligåndskirken i Krčín, bygget i den tidlige gotiske stil i det 13. århundrede.